# コジンマル
「コジンマル」（거짓말、嘘、Lies）は、T-ARAの正式デビュー曲である。2009年7月27日に正式タイトル「コジンマル(Part.1)（(거짓말(Part.1)）」としてデジタル配信された。メンバーをジエ、ヤン・ジウォンが脱退し新メンバーを加えてから初の曲である。2012年2月29日には日本語版の「コジンマル〜嘘〜 (Japanese ver.)」がEMIミュージック・ジャパンから日本語版がシングルRoly-PolyA盤に収録されて発売された。または、2009年7月27日に発売されたデジタル配信アルバムのタイトル「コジンマル(거짓말)」である。歌詞をメロディーにのせて歌い込む、いわゆるアイドルのデビュー曲をしては異色の楽曲である。

## 曲名
「거짓말(Part.1)」はEMIミュージック・ジャパン版韓国ベストアルバムでは、「嘘」という表記となっているため、これが公式な邦題であるが、日本語版の「コジンマル〜嘘〜 (Japanese ver.)」が先に発売されているため、記事名を「コジンマル」としている。

## 活動
2009年7月30日にケーブルのMnetから歌番組の活動を開始した。そして31日のミュージックバンク、8月1日のショー!K-POPの中心2日の人気歌謡にて地上波3大ネットワークの歌番組にデビューした。2曲披露した番組もあり、「遊んでみる?(wanna play?)」や、 ピンクルの「私のボーイフレンド」を披露している。

## アルバム 『コジンマル(거짓말)』
1. コジンマル (Part.1) - 거짓말(Part.1)
2. コジンマル(Part.2) - 거짓말(Part.2)
3. 遊んでみる? - 놀아볼래?
4. コジンマル - 거짓말(Ballad Ver.)

## 日本版
日本語版は「コジンマル〜嘘〜 (Japanese ver.)」  2012年2月29日発売Roly-Poly （Japanese Ver.）【初回限定盤A】に初収録された。日本版ミュージックビデオも配信された。

## 収録アルバム
- Absolute First Album(2009年11月27日)
- Roly-Poly (Japanese Ver.) 【初回限定盤A】（2012年2月29日）
  - コジンマル〜嘘〜 (Japanese ver.)
- Jewelry box（2012年6月6日）
  - コジンマル〜嘘〜 (Japanese ver.)
- T-ARA's Best of Best 2009-2012 〜Korean ver.〜 （2012年10月17日）
  - 嘘
- T-ARA Special - TARA's Free Time In Paris And Swiss （2012年10月22日）
LOENによる写真集の付録